# Субботин, Константин Нилович
Константин Нилович Субботин (21 сентября 1921, Чита — 5 февраля 1993, Дубна, Московская область) — советский конструктор ракетной техники, учёный в области аэроупругости и прочности крылатых ракет, лауреат Государственной премии СССР.

## Биография

### Ранние годы
Константин Субботин родился в 1921 году в Чите. В 1947 году окончил Московский авиационный институт (МАИ) и был направлен на работу в посёлок Иваньково, в филиал ОКБ-155 А. И. Микояна.

### Работа в авиационной промышленности
С 1951 года Субботин стал одним из основателей на базе филиала ОКБ-155 Машиностроительного конструкторского бюро «Радуга» (МКБ «Радуга»). Там он прошёл путь от начальника бригады, ведущего конструктора, начальника отдела и до начальника отделения. Его деятельность была посвящена разработке методов обеспечения и оценки статической и усталостной прочности «летательных аппаратов (ЛА) одноразового применения» (крылатых ракет). 
Под его руководством и при непосредственном участии в МКБ «Радуга» были разработаны методики расчетов, экспериментальные методы исследовании и испытаний конструкций, в том числе:
- разработанные совместно с ЦАГИ методики расчета флаттерных характеристик и аэроупругой устойчивости замкнутого контура «ЛА — система автоматического управления»[2];
- методы определения параметров динамически подобных моделей ЛА[2];
- методы автоматизированного расчёта на прочность силовых агрегатов планёра с учетом изменяющихся по траектории полёта нагрузок и температур нагрева конструкции ЛА[2];
- методы расчета на прочность треугольных крыльев и раскладываемых в полёте аэродинамических поверхностей управления ЛА[2];
- методы измерения вибраций в зонах размещения бортового оборудования ЛА[2];
- методы определения нагрузок на конструкцию ЛА при их транспортировании, взлёте и посадке самолёта-носителя, при качке и ходовой вибрации корабля-носителя[2].

Эти разработки применялись для оценки характеристик прочности и аэроупругости, влияния вибраций на бортовую аппаратуру ракет, испытаний ракет в сборе.
В 1954 году Субботин защитил диссертацию на соискание учёной степени кандидата технических наук.

### Смерть
Константин Нилович Субботин жил в Дубне, он умер 5 февраля 1993 года.

## Награды и звания
- Орден Октябрьской Революции[3][2]
- Орден «Знак Почёта»[3][2]
- Лауреат Государственной премии СССР (1979)[2]